# VI. György brit király
VI. György (Albert Frederick Arthur George of Windsor; Norfolk, 1895. december 14. – Norfolk, 1952. február 6.) az Egyesült Királyság és a Brit Nemzetközösség domíniumainak királya 1936-tól haláláig. Ő volt India utolsó császára és a Nemzetközösség első feje.
Trónra lépéséig első nevét, az Albertet használta. V. György második fiaként született, így sokáig nem volt reális esélye arra, hogy ő örökölje az ország koronáját. Fiatal korában tengerésztiszti pályára készült, az első világháborúban pedig a légierő tisztje volt. 1923-ban feleségül vette Elizabeth Bowes-Lyont, akitől két lánya született, Erzsébet és Margit. A 20-as években dadogása miatt hosszú ideig beszédterápiára járt, ami sokat javított állapotán, de teljesen soha nem sikerült túljutnia rajta.
Apjuk 1936-os halála után bátyja, VIII. Eduárd lett Nagy-Britannia királya, aki azonban egy kétszer elvált amerikai nőt, Wallis Simpsont szeretett volna feleségül venni. Az anglikán egyház (amelynek a mindenkori angol király a feje) ezt nem engedélyezte, így Eduárd inkább lemondott a trónról, csak hogy feleségül vehesse szerelmét. Utódja 1936. december 11-étől Albert lett, aki a VI. György uralkodói nevet vette fel.
VI. György uralkodása alatt tört ki a második világháború, amely komoly megpróbáltatásokat hozott az országnak. A király a bombázások alatt is Londonban maradt, bátor példamutatásával sikerült helyrehoznia a monarchia bátyja botrányai miatt megtépázott tekintélyét. Bár Nagy-Britannia a győztesek között volt a háború után, a Brit Birodalom egyre gyorsuló ütemben esett szét, illetve alakult át Brit Nemzetközösséggé. 1947-ben függetlenné vált India és Pakisztán, a köztársasággá váló Írország 1949-ben a Nemzetközösséget is elhagyta. György utolsó éveiben egyre súlyosbodó egészségi gondokkal küzdött. Mindössze 56 évesen halt meg, a trónon idősebbik lánya, II. Erzsébet követte.

## Gyerekkora

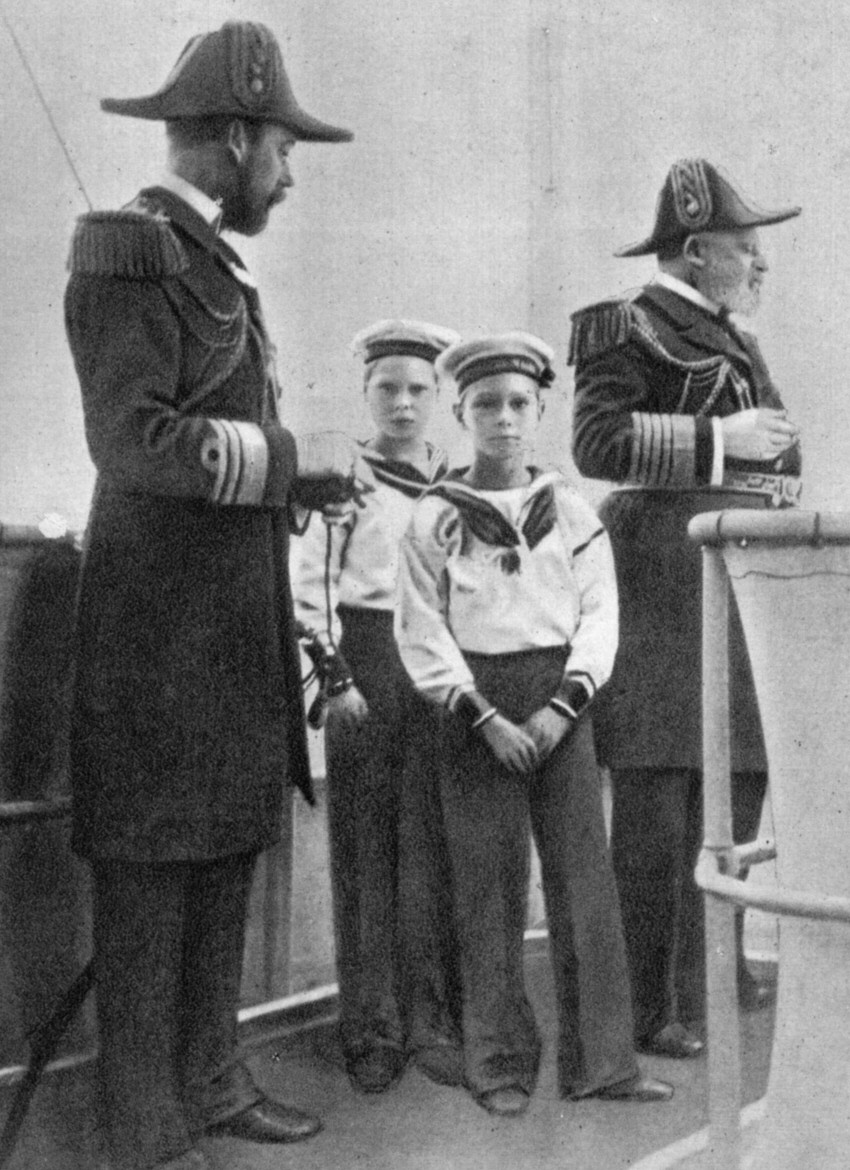
Négy király: VII. Eduárd (jobbra), fia, V. György és unokái, VIII. Eduárd (középen hátul) és VI. György (középen) (kb. 1908)

VI. György 1895. december 14-én született a brit királyi család norfolki kastélyának, a Sandringham House-nek egyik kisebb épületében, a York Cottage-ben. Apja a trónörökös fia, György yorki herceg (később V. György király) volt; anyja pedig Tecki Mária, a német Ferenc tecki herceg és Cambridge-i Mária Adelaida legidősebb gyereke (és egyetlen lánya). Születésének napja egybeesett dédapja, Albert herceg (Viktória királynő férje) halálának napjával, aki 34 évvel azelőtt hunyt el. Viktória minden évben megemlékezett szeretett férje halálának napjáról és a trónörökös így írt a yorki hercegnek: "Tényleg úgy gondolom, hogy örömöt okoznál neki azzal, ha te magad javasolnád, az Albert nevet (a gyereknek)". A királynő valóban örült a javaslatnak, amely valamelyest enyhítette a gyászát. Az újszülöttet a sandringhami Mária Magdolna-templomban keresztelték meg három hónapos korában és az Albert Frigyes Artúr György nevet kapta. A családban csak Bertienek szólították. Anyai nagyanyjának (Mária Adelaida tecki hercegnő) nem tetszett az első neve és egy levelében azt írta, hogy a gyerek utolsó neve "még kiszoríthatja a kevésbé kedveltet". Néhány évtizeddel később ez meg is történt. Születésekor Albert a negyedik volt az örökösödési listán nagyapja, apja és bátyja, Eduárd mögött.
Gyerekként sokat betegeskedett, "hamar megijedt és meglehetősen könnyen elsírta magát". A korabeli arisztokrata családok szokása szerint szülei közvetlenül nem vettek részt a nevelésében - hivatásos nevelők gondjaira bízták. Dadogott, ami élete késői szakáig elkísérte. Balkezes volt, de kényszerítették, hogy jobb kézzel írjon. Visszatérő gyomorpanaszokkal küzdött és X-lába volt, ami miatt sok fájdalmat okozó síneket kellett hordania.

## Iskolái és katonai pályája
Albert 1909-től az osborne-i haditengerészeti előkészítő iskolába járt. Az 1911-es záróvizsgán a legrosszabbak között szerepelt, de ennek ellenére továbbjutott a dartmouthi tengerészeti főiskolára. 1910-ben meghalt nagyapja, VII. Eduárd és Albert apja, V. György került Nagy-Britannia trónjára. Albert ekkor második volt a trónörökösödési listán (bátyja mögött).
1913 első hat hónapját a HMS Cumberland gyakorlóhajóvá lefokozott páncélos cirkálón töltötte, amely felkereste a Karib-tengert és Kanada keleti partjait. Az év második felében a HMS Collingwood csatahajóval a Földközi-tengert járta. A királyi herceget tiszt- és kadéttársai csak "Mr. Johnson" néven emlegették. A következő évben kitört az első világháború. Albert a Collingwood egyik lövegtornyának tisztjeként részt vett a háború legnagyobb tengeri ütközetében, a Skagerraki csatában (1916. május 31. – június 1.) és helytállásáért hivatalos dicséretben részesült. Több csatában már nem vett részt, mert nyombélfekélye miatt sokat betegeskedett; 1917 novemberében meg is műtötték.

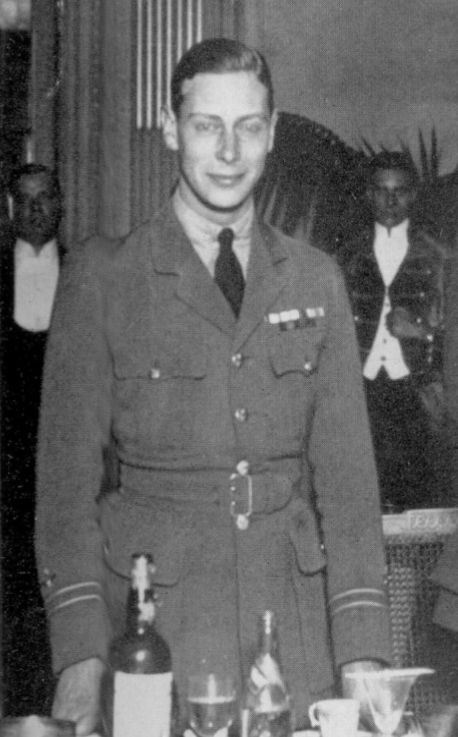
Albert herceg a légierő vacsoráján (1919)

1918 februárjában áthelyezték a haditengerészet cranwelli gyakorló légibázisára. Két hónappal később megalakult a Királyi Légierő (Royal Air Force, RAF) és a bázist a Légügyi Minisztérium vette át; egyúttal Albert is a RAF kötelékébe került át. 1918 augusztusáig a herceg a pilótatanoncok 4. repülőszázadának volt a parancsnoka, amikor is elvégezte a légierő kadétjainak kéthetes pilótatanfolyamát és kinevezték a kadét-repülőszázadok vezetőjévé. Ő volt a királyi család első olyan tagja, aki pilótaigazolványt szerzett.
Albert nagyon szeretett volna a franciaországi frontra kerülni, így örömmel fogadta, amikor beosztották Hugh Trenchard tábornok törzskarába. 1918. október 23-án átrepült a csatornán és a háború hátralévő néhány hetében a RAF stratégiai bombázórészlegének nancyi főhadiszállásán látott el szolgálatot. A fegyverszünet megkötése után november 22-én elkísérte I. Albert belga királyt annak diadalmas brüsszeli bevonulására. 1919. július 31-én sikeresen letette vadászpilóta-vizsgáját, másnap pedig előléptették századparancsnokká (squadron leader).
A herceg 1919 októberétől egy éven keresztül a Cambridge-i Egyetem Trinity College-ében tanult történelmet, közgazdaságtant és jogot. 1920. június 4-én apja kinevezte York hercegévé, Inverness grófjává és Killarney bárójává. Tanulmányai végeztével elkezdte átvenni az uralkodói kötelezettségek egy részét: apja nevében szénbányákat, gyárakat, vasutakat látogatott meg (emiatt ráragasztották az "iparherceg" gúnynevet). A hasonló feladatokban bátyja mindig jobban teljesített, Albertet ugyanis nagyon zavarta a dadogása és egyébként is inkább visszahúzódó természetű volt. A fizikai tevékenységekben ez nem hátráltatta, igen jól teniszezett. 1926-ban a wimbledoni teniszversenyen is indult férfi párosban, bár már az első fordulóban kiesett. Érdekelte a dolgozók munkafeltételeinek javítása és egy ideig ő volt az Ipari Jóléti Társaság elnöke.

## Házassága

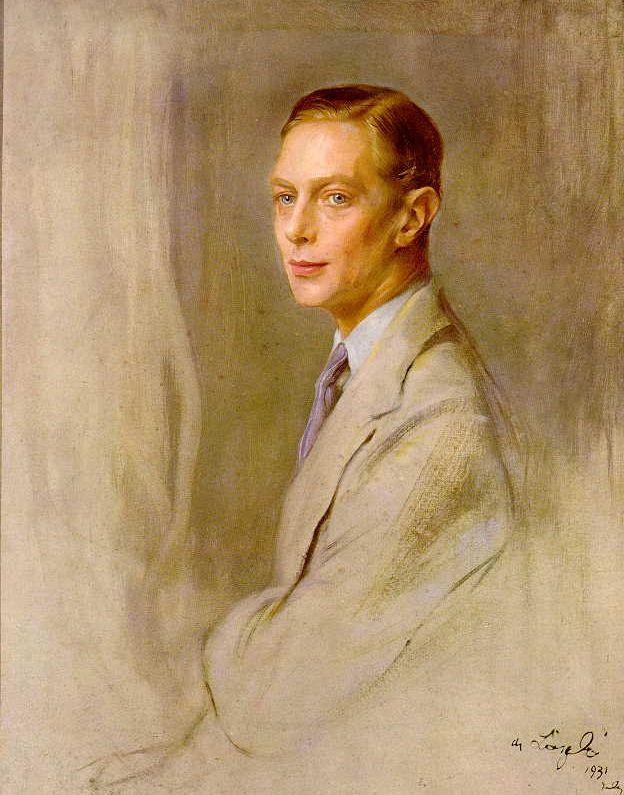
Albert yorki herceg 1931-ben (László Fülöp festménye)

A herceg eléggé nagy szabadságot kapott jövendőbelije kiválasztásában. Huszonöt évesen a már férjnél levő Lady Loughboroughért bolondult, de apja rábeszélésére feladta a kapcsolatot; yorki hercegi kinevezését kárpótlásul kapta. Ugyanebben az évben találkozott (gyerekkoruk óta először) Elizabeth Bowes-Lyonnal, Strathmore és Kinghorne earljének legfiatalabb lányával. 1921-ben és 1922-ben is megkérte a kezét, de a lány mindkétszer visszautasította, állítólag azért, mert vonakodott attól a nyilvánosságtól, ami a királyi család tagjainak életét kísérte. Hosszas udvarlás után végül beleegyezett, hogy férjhez megy Alberthez.
Az esküvőre 1923. április 26-án került sor a westminsteri apátságban. A fél évvel korábban létrejött BBC szerette volna a rádión közvetíteni a ceremóniát, de az apátság káptalanja erre nem adott engedélyt.

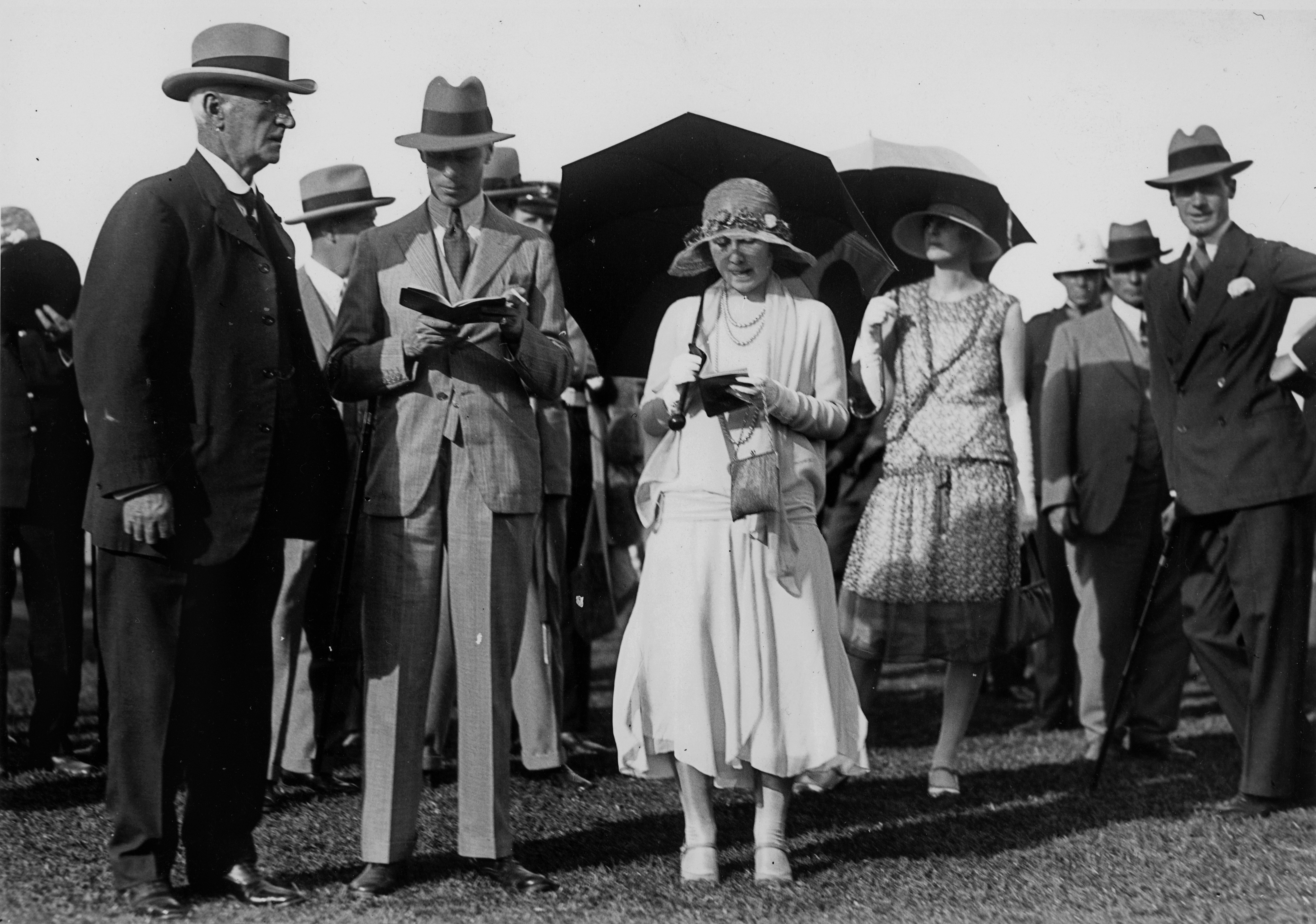
Albert herceg és felesége ausztráliai látogatásán (1927)

1924 decembere és 1925 áprilisa között Albert és felesége a Szuezi-csatornát és Ádent érintve végiglátogatta a birodalom afrikai gyarmatait: Kenyát, Ugandát és Szudánt. Az út során afrikai nagyvadakra is vadásztak.
Dadogása miatt a herceg rettegett a beszédektől. 1925. október 31-én neki kellett elmondania Wembleyben a Brit Birodalmi Kiállítás záróbeszédét, ami mind számára, mind a hallgatóságnak igen kínosra sikerült. Ezután kereste fel az ausztrál születésű neves logopédust, Lionel Logue-ot. Logue légző- és egyéb gyakorlatokat végeztetett vele, és a hosszas gyakorlás fokozatosan meghozta gyümölcsét. Albert 1927-ben Ausztráliába látogatott, és a helyi parlament megnyitó ülésén már határozottan megjavult előadásmóddal mondta el beszédét. Az út során meglátogatta Új-Zélandot és Fidzsit is, és érintette Jamaicát, ahol akkoriban szokatlan módon egy fekete férfival, Bertrand Clarkkal játszott párosban teniszmérkőzést.
Albertnek és Elizabethnek két lánya született: Erzsébet (becenevén Lilibet) és Margit. A hercegi család londoni rezidenciájukon (a Piccadilly 145-ben) lakott, és viszonylag visszavonult, de harmonikus életet éltek. 1931-ben Richard Bennett kanadai miniszterelnök Albertet javasolta Kanada brit főkormányzójának, amit V. György a gyarmatügyi miniszter tanácsára elutasított.

## Trónra lépése

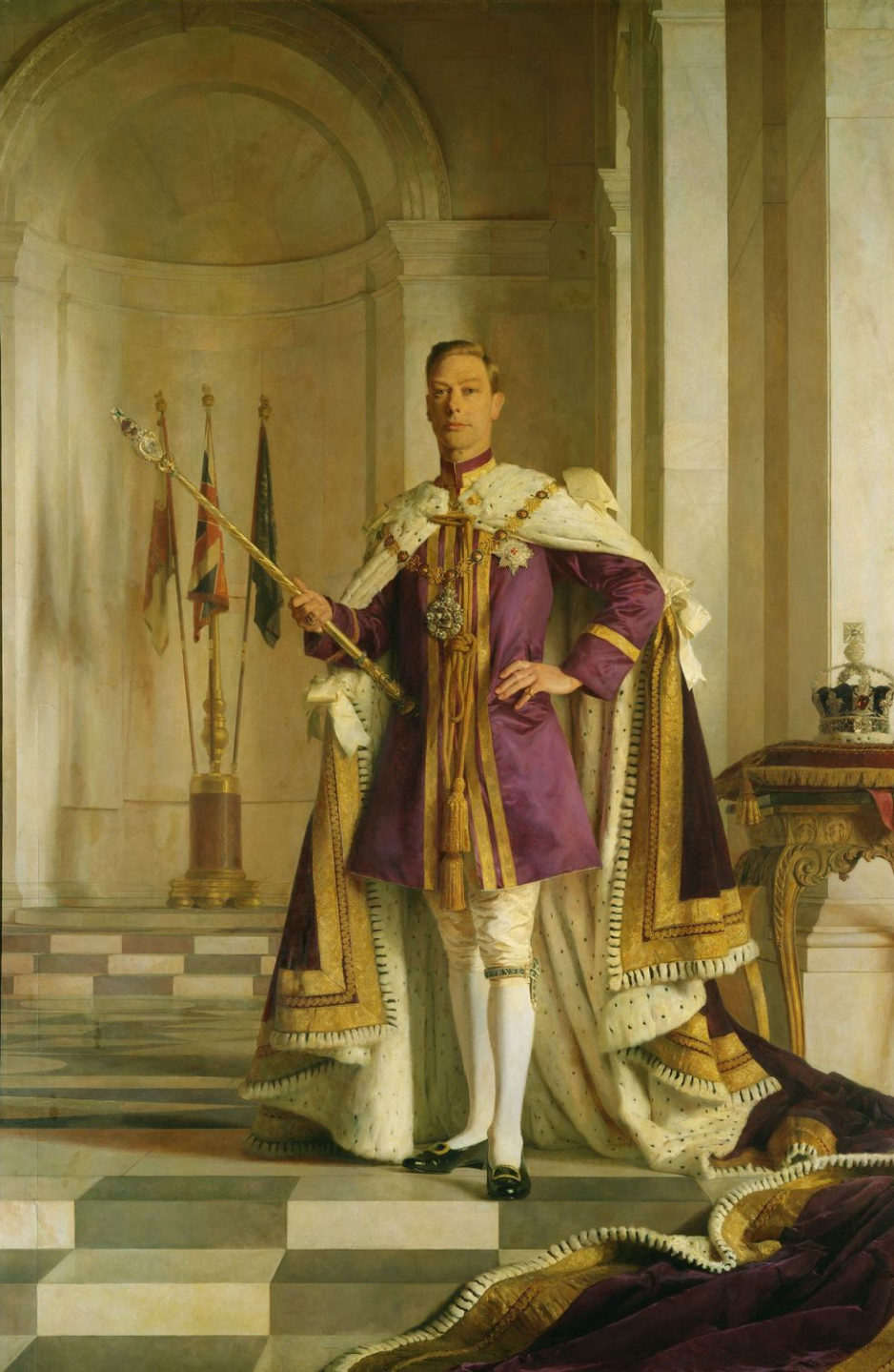
VI. György a jogarral (csúcsán az 530-karátos Cullinan I gyémánttal) és a koronával (Gerald Kelly képe)

V. Györgynek komoly fenntartásai voltak a trónörököst, Eduárd herceget (Albert bátyját) illetően, aki férjes asszonyokkal folytatott kalandjai miatt rendszeresen botrányokba keveredett, és negyvenéves korára sem házasodott meg. Egyik megjegyzése szerint „Imádkozom Istenhez, hogy a nagyobbik fiam soha ne nősüljön meg, és ne legyenek gyerekei, és semmi se kerüljön Bertie (Albert), Lilibet (a kis Erzsébet) és a trón közé.” 1936. január 20-án V. György meghalt, és az ország koronája Eduárdra szállt. Albert és három fivére a Westminster-palotában díszőrséget álltak apjuk felravatalozott holtteste mellett.
Mivel Eduárd gyermektelen volt, a trón örököse Albert lett. Eduárd még ugyanabban az évben, 1936. december 11-én lemondott a trónról, hogy feleségül vehesse szeretőjét, Wallis Simpsont, aki akkor éppen válófélben volt második férjétől. Stanley Baldwin miniszterelnök választás elé állította a királyt: ha feleségül veszi Simpsont le kell mondania, mert az anglikán egyház (amelynek az angol király a feje) nem engedélyezte olyan elvált nővel a házasságot, akinek még él a volt férje. Eduárd ragaszkodott az esküvőhöz, és inkább aláírta lemondó nyilatkozatát. Nagy Britannia és domíniumainak királya így Albert lett, aki vonakodva fogadta a megtiszteltetést. Egy nappal a nyilatkozat aláírása előtt meglátogatta anyját Londonban. „Amikor elmondtam neki mi történt, összetörtem és úgy zokogtam, mint egy gyerek”, írta Albert a naplójában.
Eduárd lemondása napján az Ír Szabadállam parlamentje törölt minden, az uralkodóval kapcsolatos közvetlen utalást az ország alkotmányából. A következő napon egy új törvényben korlátozták az uralkodói hatalmat, akinek ezután csak a diplomaták kinevezése (az is csak a kormány ajánlása alapján) és nemzetközi szerződések aláírása maradt. Ezzel Írország gyakorlatilag köztársasággá változott, de ekkor még nem szakította meg kapcsolatát a Brit Nemzetközösséggel.
Vannak olyan feltételezések, miszerint felmerült Albert helyett fiatalabbik öccse, György kenti herceg megkoronázása, mert neki ekkor már volt fiúgyermeke, de ennek ellentmond, hogy ez teljesen ellentétes lett volna a trónöröklési törvényekkel, melyek alapján Albertnek kellett követnie Eduárdot.

## Uralkodása

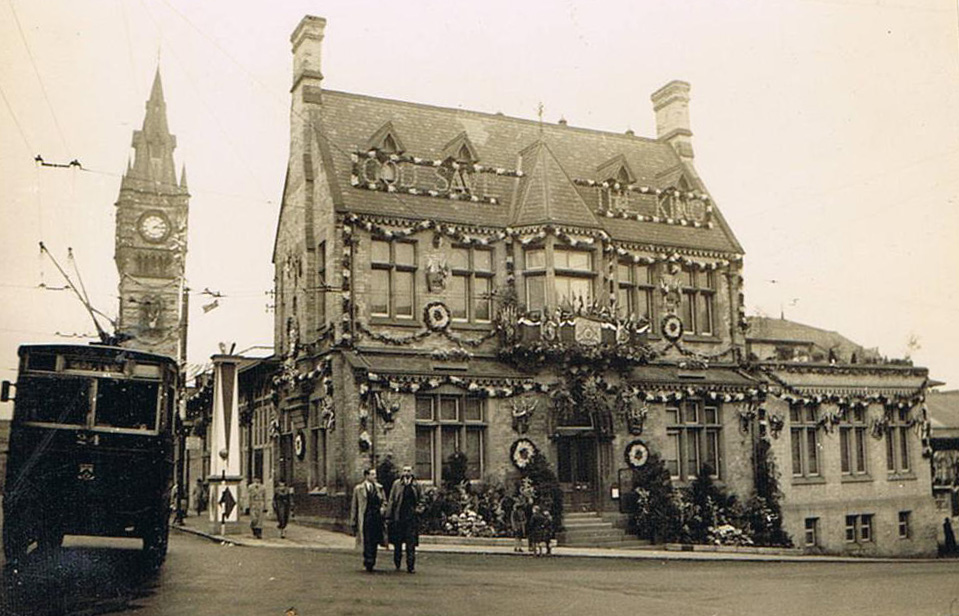
A koronázásra feldíszített darlingtoni városháza (1937)

Albert a VI. György uralkodói nevet vette fel, hogy hangsúlyozza a népszerű apjával való folytonosságot, és helyreállítsa a monarchia intézménye iránti bizalmat. A legsürgetőbb feladat bátyja helyzetének tisztázása volt. György első dolga az volt, hogy Eduárd számára létrehozta a Windsor hercege címet, amellyel továbbra is együtt járt a „királyi fenség” megszólítás, a cím azonban nem volt továbbörökíthető, és Eduárd felesége sem kapta meg a királyi jelzőt. Kénytelen volt megvásárolni bátyjától a királyi család által rendszeresen használt balmorali kastélyt és a Sandringham House-t, mert ezek az épületek Eduárd személyes apai örökségéhez tartoztak, így a magántulajdonában voltak.
VI. Györgyöt 1937. május 12-én koronázták meg, azon a napon, amelyen eredetileg bátyja koronázását akarták tartani. A takarékosság jegyében az indiai koronázási ceremónia (amely Viktória óta szokásban volt) elmaradt. A pénzhiány mellett az egyre erősödő indiai nacionalista mozgalmat sem kívánták provokálni, és a feszült európai helyzet miatt nem volt kívánatos az uralkodó több hónapos távolléte sem. A második világháború kitörése előtt a király csak két külföldi utat tett, két potenciális szövetségesnél, Franciaországban és az Egyesült Államokban, továbbá ellátogatott a Brit Birodalomhoz tartozó Kanadába.

Franklin és Eleanor Roosevelt VI. György királlyal és a királynével az USS Potomac fedélzetén (1939)

György uralkodásának első éveiben fokozatosan erősödött az európai háború veszélye. A királynak alkotmányos kötelessége volt a miniszterelnök politikájának támogatása; Neville Chamberlain pedig Hitler megbékítését tartotta leginkább célravezetőnek. A közvélemény előtt népszerű volt a háború elkerülésének politikája, de a parlament alsóházában érték támadások emiatt a miniszterelnököt.
1939 májusában és júniusában a királyi pár Kanadába és az USA-ba látogatott. György volt Kanada első uralkodója, aki ebben a minőségében meglátogatta az országot (bár korábban, még hercegként volt már Észak-Amerikában). Kanadai tartózkodása során ellátta kötelességeit (aláírt kilenc törvényt és királyi pecséttel látott el két nemzetközi szerződést), majd délre utazott, és Washingtonban megpróbálta megtörni az Egyesült Államokban uralkodó izolacionista politikai irányzatot. Feleségével együtt meglátogatták a New York-i világkiállítást, és a Fehér Házban fogadta őket az elnök, Franklin D. Roosevelt. A király és az elnök baráti kapcsolatot épített ki, amely az elkövetkező háborús időkben megkönnyítette a két ország együttműködését.

### A második világháború
1939 szeptemberében az Egyesült Királyság és önálló domíniumai (Írország kivételével) hadat üzentek Németországnak. VI. György és felesége a bombázások ellenére Londonban maradt, ahol a Buckingham-palotában laktak, bár időnként a windsori kastélyban töltötték az éjszakát. A londoni bombázások első éjszakáján, 1940. szeptember 7-én mintegy ezren haltak meg, főleg az East Enden. Szeptember 13-án a király és felesége majdnem meghalt, amikor két német bomba esett a Buckingham-palota udvarára. A királyné így kommentálta az esetet: „Örülök, hogy bombáztak minket, így legalább belenézhetek az East Endiek szemébe.” A királyi család ügyelt arra, hogy ugyanazoknak a veszélyeknek és nehézségeknek legyenek kitéve, mint a többi állampolgár. Az amerikai elnök felesége, Eleanor Roosevelt látogatása alkalmával feljegyezte, hogy jegyre adott élelmiszert szolgáltak fel, a fürdővizet korlátozták, a palotát elsötétítették, a fűtést pedig kikapcsolták. 1942. augusztus 25-én a király fiatalabbik öccse, György kenti herceg repülőgépe lezuhant Skóciában, ő pedig életét vesztette.

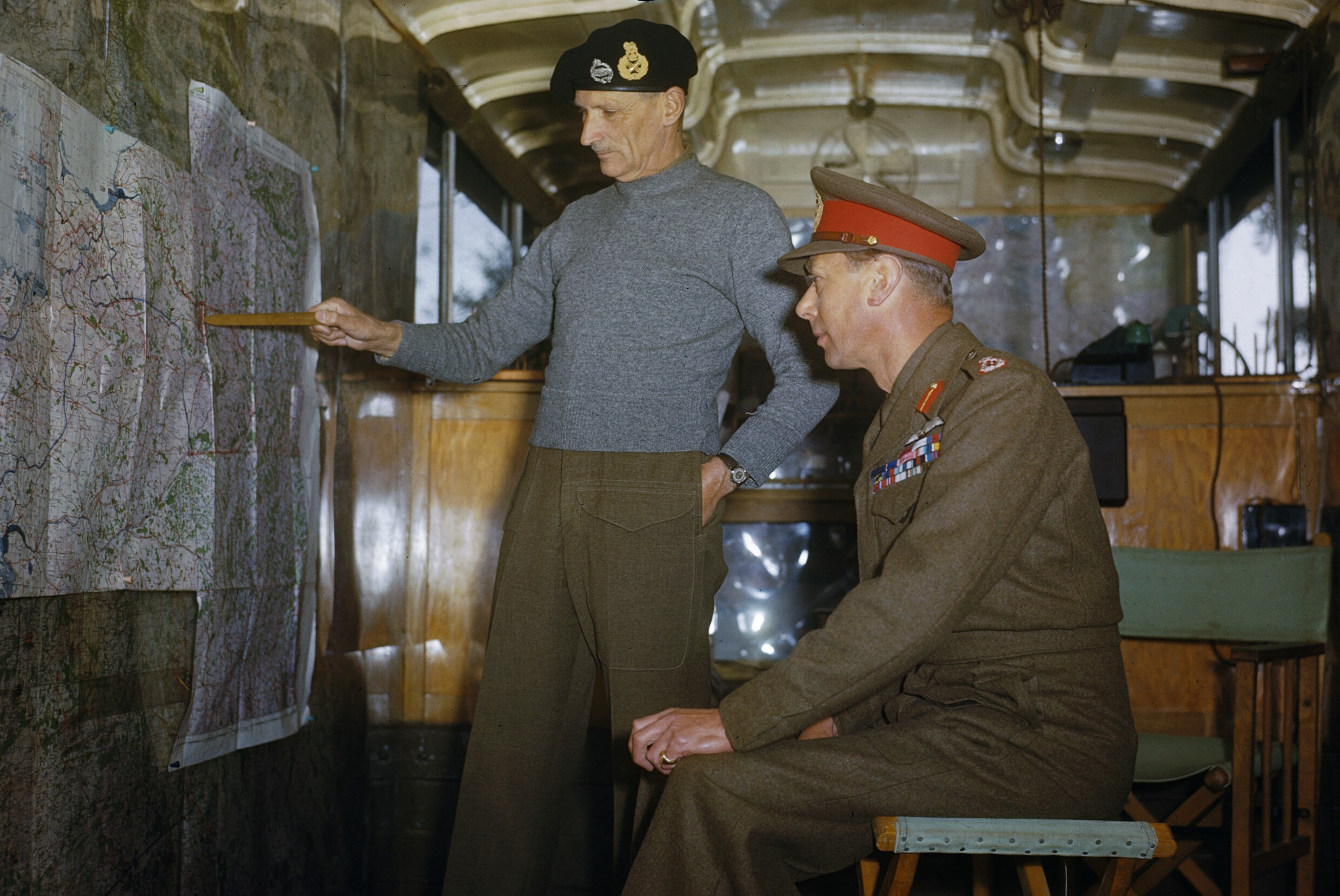
VI. György király, amint Sir Bernard Montgomery tábornagy katonai stratégiáját ismertető jelentését hallgatja (Hollandia, 1944. október 13.).

1940. május 10-én (néhány órával a németek nyugati támadása előtt) Neville Chamberlain kormánya megbukott, és Winston Churchill váltotta őt a miniszterelnöki székben. György ugyan jobban szerette volna, ha Lord Halifax kerül a kormány élére, de Churchillel hamarosan kiépítette „a legközelebbi személyes kapcsolatot az uralkodó és miniszterelnök között a modern brit történelem során”. 1940 szeptemberétől a háború végéig minden kedden együtt ebédeltek, és megvitatták a hadi és politikai teendőket.
A király és felesége rendszeresen látogatta a bombázások színhelyeit, a hadianyaggyárakat és a csapatokat, kitartásra buzdítva a polgárokat és a katonákat. 1939 decemberében György elutazott a franciaországi brit csapatokhoz; 1943 júniusában Észak-Afrikában és Máltán, 1944 júniusában Normandiában, júliusban Dél-Itáliában, októberben pedig Hollandiában tett látogatást. A fáradhatatlannak és eltökéltnek mutatkozó király és királyné a brit harci szellem és az ellenállás egyik jelképévé vált.
1946 januárjában György beszédet mondott az ENSZ első, londoni közgyűlésén és kijelentette, hogy „hiszünk minden férfi és nő, és minden nagy és kis nemzet jogaiban”.

## A Birodalom bukása és a Nemzetközösség

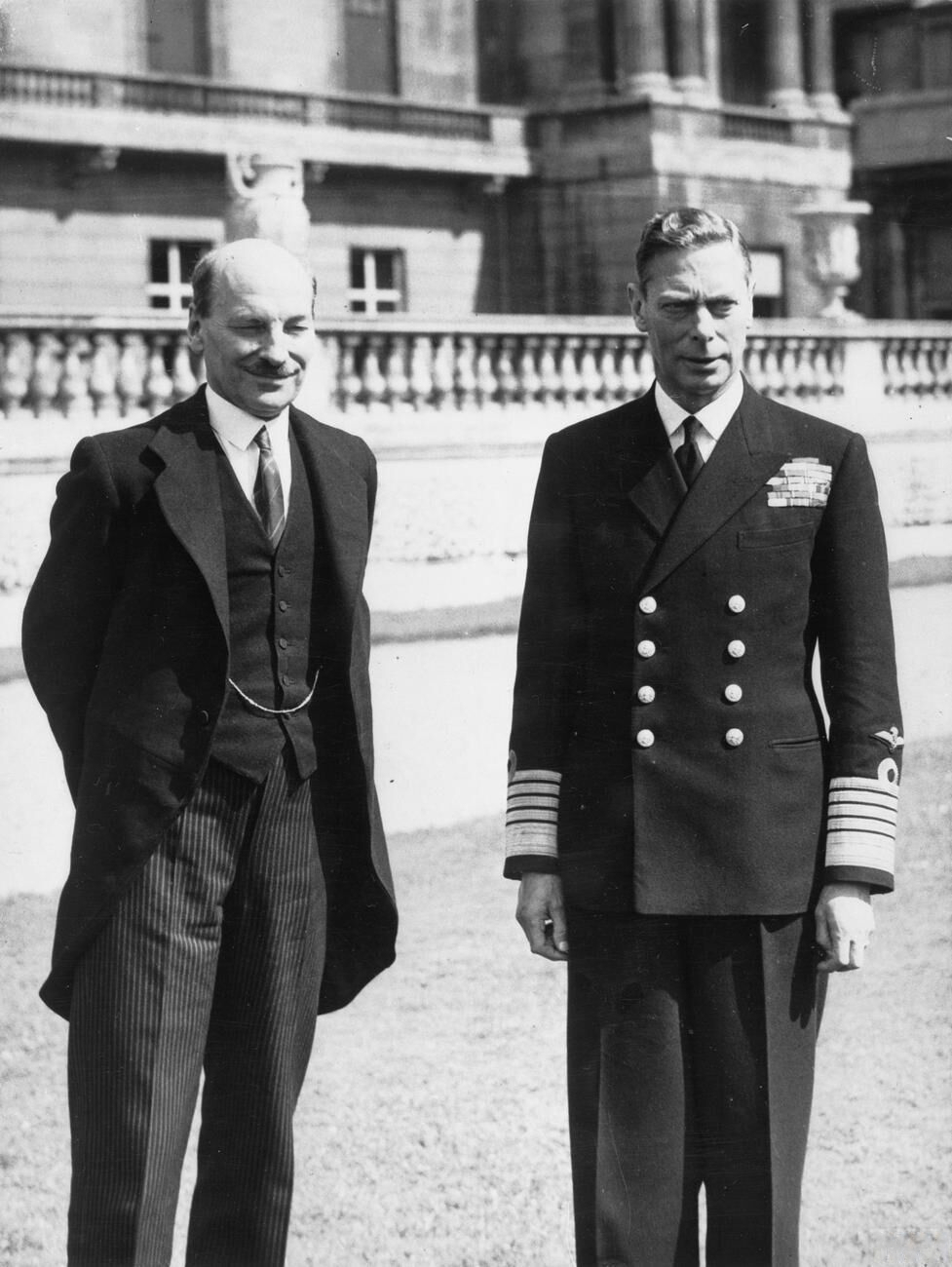
VI. György (jobbra) és Clement Attlee miniszterelnök (1945 júliusa)

VI. György uralkodása alatt meggyorsult a Brit Birodalom szétesésének folyamata. Az 1931-es westminsteri statútum alapján a korábbi domíniumok önálló törvényhozású államokká váltak. A világháború után a birodalom más részei is függetlenné váltak és önként beléptek a Brit Nemzetközösségbe. Clement Attlee miniszterelnöksége idején, 1947-ben Brit Indiából létrejött India és Pakisztán. Egyúttal György India császára címe India és Pakisztán királyaira változott. 1950-ben India köztársasággá vált (de továbbra is elismerte őt a Nemzetközösség fejének), de György haláláig Pakisztán királya maradt. Más országok kiváltak a Nemzetközösségből, mint Burma és Palesztina (amelyet felosztottak Izrael és a szomszédos arab államok között) 1948-ban, Írország pedig 1949-ben.
1947-ben a király és családja dél-afrikai útra indult. A választások előtt álló dél-afrikai miniszterelnök, Jan Smuts politikai tőkét szeretett volna kovácsolni a látogatásból. György elképedt, amikor a helyi kormány közölte vele, hogy csak fehérekkel foghat kezet, kirendelt testőreit pedig "Gestapónak" hívta. Smuts elveszítette a választást, az új kormány pedig szigorú faji elkülönítést vezetett be.

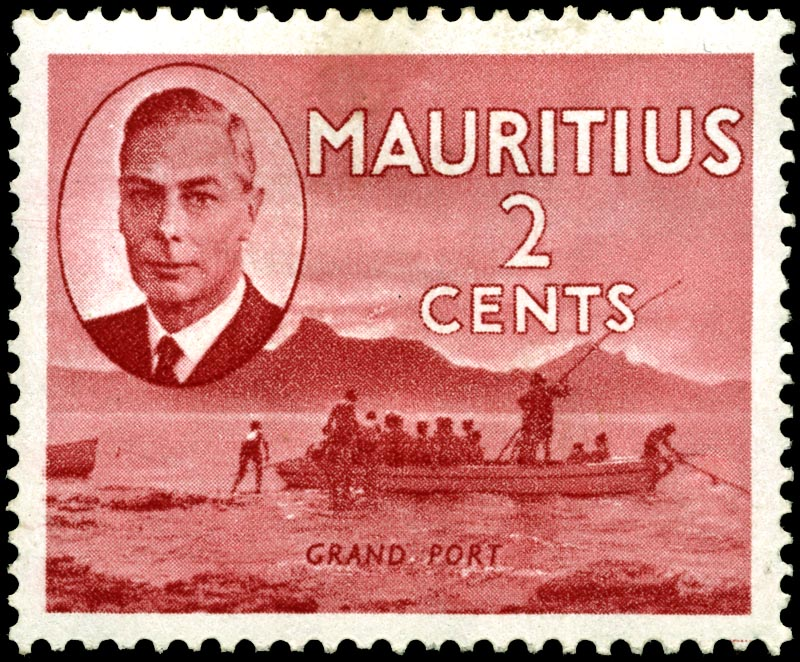
VI. György idősebb portréja egy mauritiusi 2 centes bélyegen.

VI. György uralkodói névjele.

## Halála
A háború okozta feszültségek megviselték a király egészségét. Az erős dohányos Györgynél érelmeszesedés, thromboangiitis obliterans (a végtagok ereinek gyulladása), idővel pedig tüdőrák fejlődött ki. 1949-ben el kellett halasztani ausztráliai útját, mert jobb lábában elzáródott egy artéria, és az orvosok már attól tartottak, hogy le kell vágni a lábát. A trónörökös Erzsébet betegeskedő apja helyett egyre több uralkodói feladatot vállalt át. Az ausztrál látogatásra is ő és férje, Fülöp herceg ment el a király helyett. György 1951 májusában még képes volt megnyitni a Britannia fesztivált, de szeptemberben bal tüdejében rosszindulatú tumort találtak, és a fél tüdőt el kellett távolítani. Novemberben a parlamenti ülésszak megnyitó beszédét György helyett Gavin Simonds lordkancellár olvasta fel. A hagyományos karácsonyi üdvözletet 1951-ben részenként vették fel, és utólag illesztették össze.
1952. január 31-én hozzátartozói kérései és orvosai tanácsa ellenére kikísérte Erzsébetet – aki Kenyán keresztül Ausztráliába utazott – a londoni repülőtérre. Február 6-ának reggelén Györgyöt holtan találták Sandringham House-beli hálószobája ágyában. Álmában halt meg a szíve koronaereinek trombózisa következtében. 56 éves volt. Erzsébet a hírre azonnal visszarepült Kenyából.
Koporsóját február 9-én ravatalozták fel a sandrighami Mária Magdolna-templomban, két nappal később pedig átszállították a westminsteri palotába. Temetésére február 15-én került sor a windsori kastély Szent György-kápolnájában. 2002-ben – éppen ötven évvel halála után – mellé temették özvegyét, Erzsébet anyakirálynét és leányát, Margit hercegnőt, akik mindketten abban az évben hunytak el.

## Megítélése

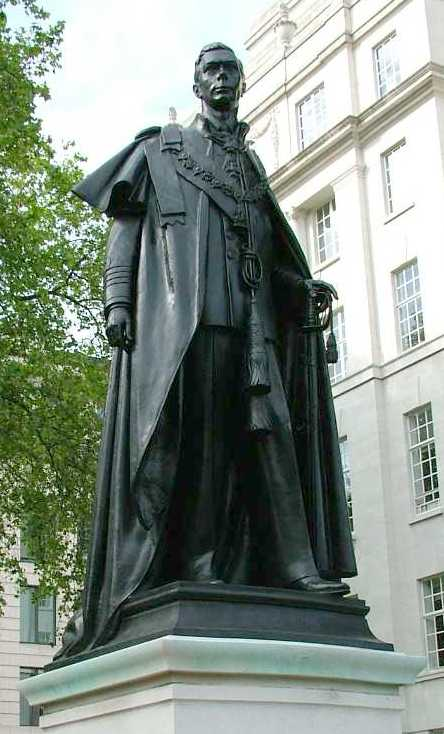
VI. György szobra Londonban

A korabeli munkáspárti képviselő, George Hardie szavai szerint az 1936-os lemondási válság többet tett a brit republikanizmusért, mint 50 évnyi propaganda. György a válság lecsengése során úgy fogalmazott Eduárdnak írt levelében, hogy "ingadozó trónt" vett át tőle, amelynek helyzetét igyekezett megszilárdítani. Akkor lépett trónra, amikor a monarchia intézményének népszerűsége a mélypontra került. Uralkodása alatt népe megtapasztalta a háború szenvedéseit, a birodalom pedig tovább omladozott. Mindezek ellenére bátor kiállásaival és hűséges családapai példamutatásával sikerült helyreállítania a monarchia megkopott tekintélyét.
A háború alatt ő alapította a különleges polgári bátorságot jutalmazó György-keresztet és György-érmet. 1943-ban Málta ostroma után a sziget egész lakosságát kollektív György-kereszttel tüntette ki. Halála után 1960-ban a francia kormány posztumusz Felszabadítás-renddel tüntette ki; Churchill mellett ő volt a második, aki a legmagasabb francia világháborús kitüntetést 1946 után kapta meg.
A 2010-ben bemutatott A király beszéde c. film (amely György és logopédusa küzdelmét mutatja be dadogása ellen) a legjobb filmért járó Oscar-díjat kapta ott, a Györgyöt alakító Colin Firth pedig a legjobb férfi alakításért járó Oscart vihette haza.

## Kitüntetései, címei
Teljes címe: Őfelsége Hatodik György, Isten kegyelméből Nagy-Britannia, Írország és a tengerentúli Brit Domíniumok királya, a hit védelmezője, India császára (latinul: George VI, Dei Gratia Magnae Britanniae, Hiberniae et terrarum transmarinarum quae in ditione sunt Britannica Rex, Fidei Defensor, Indiae Imperator).
| Címere York hercegeként | Az Egyesült Királyság királyaként (kivéve Skóciát) | Címere Skóciában | Címere Kanadában |

### Brit kitüntetései
- Viktória királynő gyémánt jubileumi érme 1897
- VII Eduárd koronázási érme 1902
- V. György koronázási érme 1911
- A Térdszalagrend királyi lovagja 1916
- 1914 Csillaga 1919
- Brit Hadiérem 1919
- Győzelmi Érem 1919
- A Királyi Viktoriánus Rend lovagi nagykeresztje 1921
- A Bogáncsrend lovagja 1923
- A Titkos tanács tagja 1925
- A Szent János-rend lovagi nagykeresztje 1926
- A Szent Mihály és Szent György-rend lovagi nagykeresztje 1926
- Királyi Viktoriánus Lánc 1927
- V. György ezüst jubileumi érme
- A Szent Patrick-rend lovagja 1936
- A Kanadai Fegyveres Erők Érme 1951

Trónra lépése után automatikusan a brit lovagrendek fejévé vált.

### Külföldi kitüntetések
- A Szent Vlagyimir-rend IV. fokozata kardokkal (Oroszország) 1917
- Szavojai Katonai Rend (Olaszország) 1917
- Becsületrend (Franciaország) 1917
- Fehér Sas-rend (Szerbia) 1918
- Lipót-rend (Belgium) 1918
- Akdasz-rend (Perzsia) 1919
- I. Károly-rend (Románia) 1922
- Etiópia Csillaga-rend (Etiópia) 1924
- Muhammad Ali-rend (Egyiptom) 1927
- Naprend (Afganisztán) 1928
- Két Folyó Rendje (Irak) 1933
- Megváltórend (Görögország) 1936
- Főnixrend (Görögország) 1936
- Ojaswi Rajanya-rend (Nepál) 1937
- Szerafimrend (Svédország) 1937
- Szent Károly-rend (Monaco) 1937
- Krinzantémrend (Japán) 1937
- Maha Chakri-rend (Thaiföld) 1937
- Szent Cirill és Szent Metód-rend (Bulgária) 1938
- Szent György és Konstantin-rend (Görögország) 1938
- Krisztus Rendje (Portugália) 1939
- Aviz-rend (Portugália) 1939
- Kardos Szent Jakab Katonai Rend (Portugália) 1939
- Karađorđe Csillaga-rend (Jugoszlávia) 1939
- Hasimita-rend (Irak) 1943
- Érdemlégió (Egyesült Államok) 1945
- Vilmos-rend (Hollandia) 1946
- Pahlavi-rend (Irán) 1948
- Dannebrog-rend (Dánia) 1948
- Husszein ibn Ali-rend (Jordánia) 1949
- Felszabadítás-rend (Franciaország) 1960 (posztumusz)

## Gyermekei
| Név      | Születés            | Halál               | Házasság Ideje \| Házastárs              | Házasság Ideje \| Házastárs | Gyermekek                          |
| -------- | ------------------- | ------------------- | ---------------------------------------- | --------------------------- | ---------------------------------- |
| Erzsébet | 1926. április 21.   | 2022. szeptember 8. | 1947. november 20.                       | Fülöp edinburgh-i herceg    | Károly Anna András Eduárd          |
| Margit   | 1930. augusztus 21. | 2002. február 9.    | 1960. május 6. 1978. július 11-én elvált | Antony Armstrong-Jones      | David Armstrong-Jones Sarah Chatto |

## Numizmatika

### Érmék
Regnálása idején VI. Györgynek két különböző érmeportréja létezett. Az egyiket Nagy-Britannia valamint domíniumai, Ausztrália, Új-Zéland, a Dél-Afrikai Unió és Kanada, a másikat, az Imperial State Crown-t viselő képmását pedig a brit gyarmatok használtak érméiken.

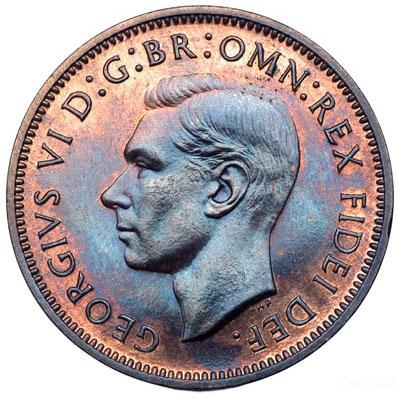
VI. György portréja egy brit farthing (1/4 régi penny, azaz 1/960 font sterling) érméről. Átmérője: 20.19 mm.
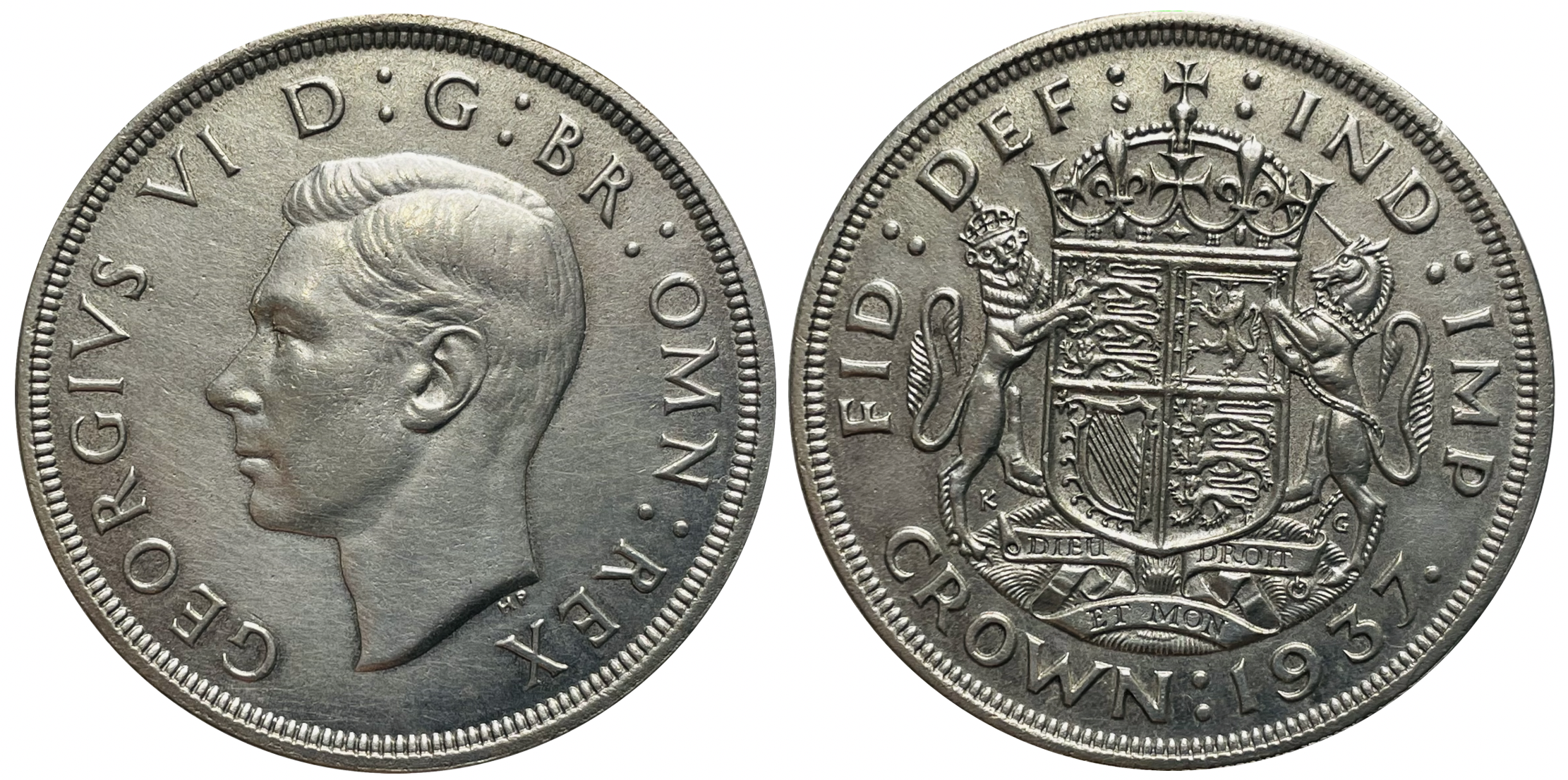
VI. György 1937-es brit ezüst 1 crown-ja (1/4 font sterling) elő- és hátoldala. Átmérője 38 mm.
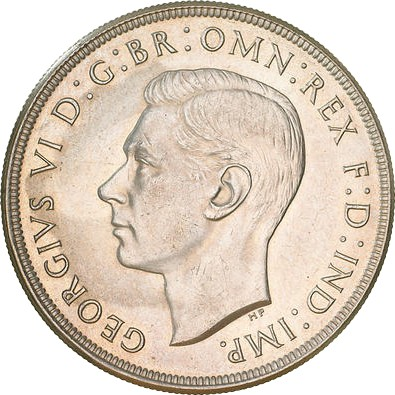
VI. György 1937-es ausztrál ezüst 1 crown-ja (1/4 font sterling) előoldala. Átmérője 38 mm.
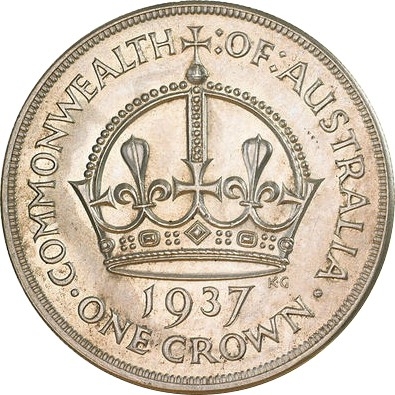
VI. György 1937-es ausztrál ezüst 1 crown-ja hátoldala az Imperial State Crown ábrázolásával.
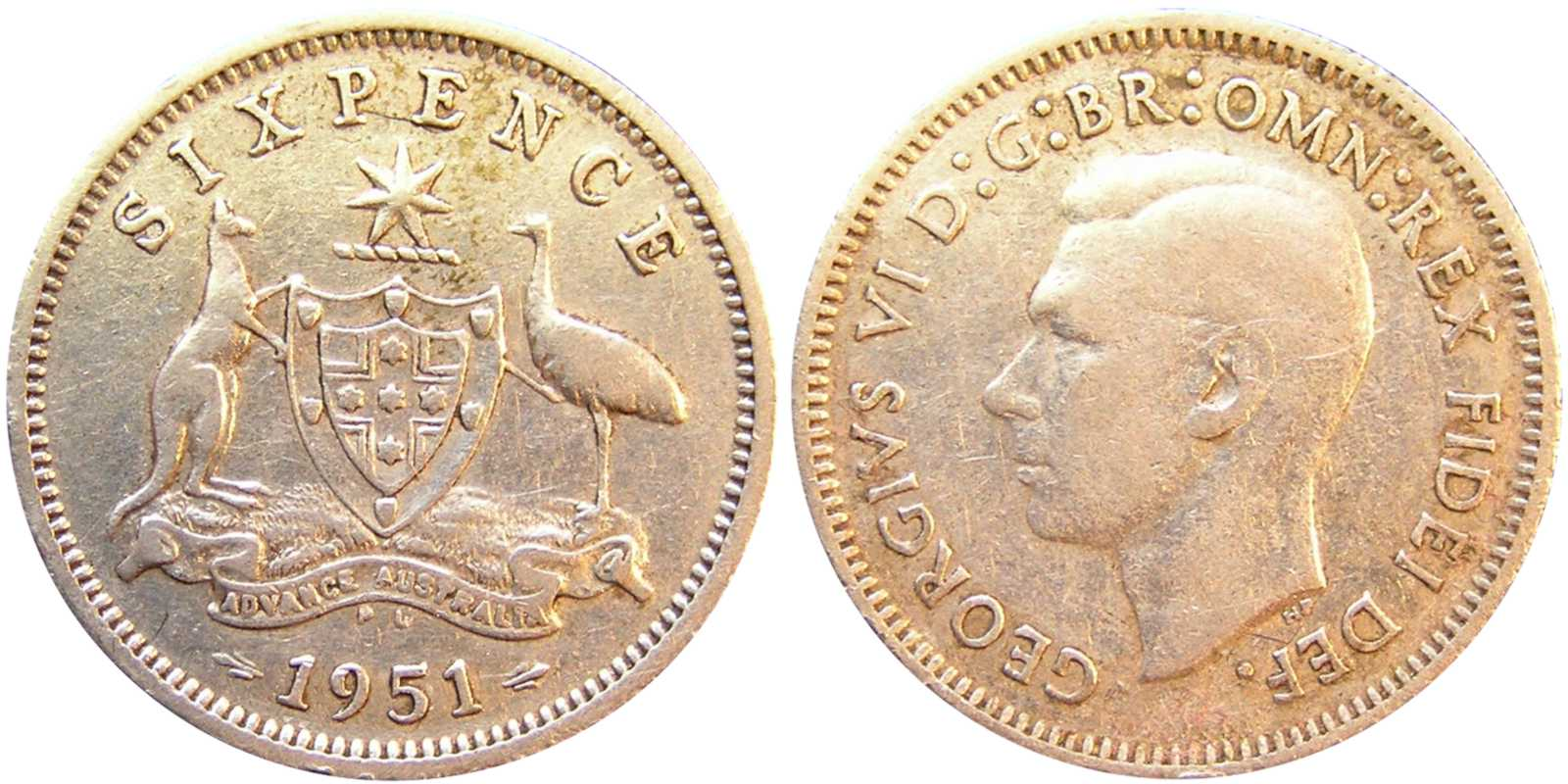
VI. György ausztrál ezüst 6 pennyse (1/40 font sterling). Átmérője: 19 mm.
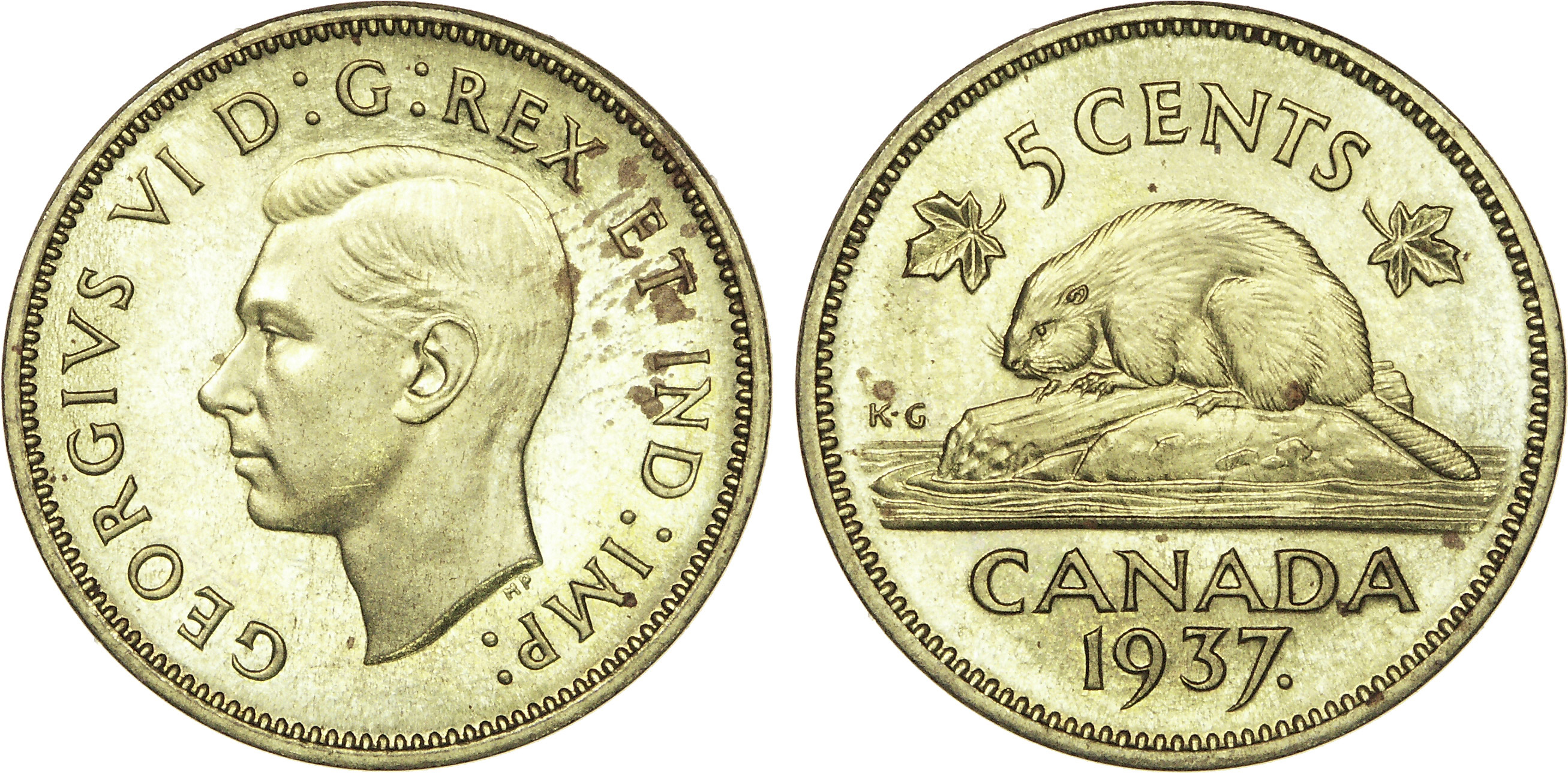
VI. György kanadai nikkel 5 centesének elő- és hátoldala.
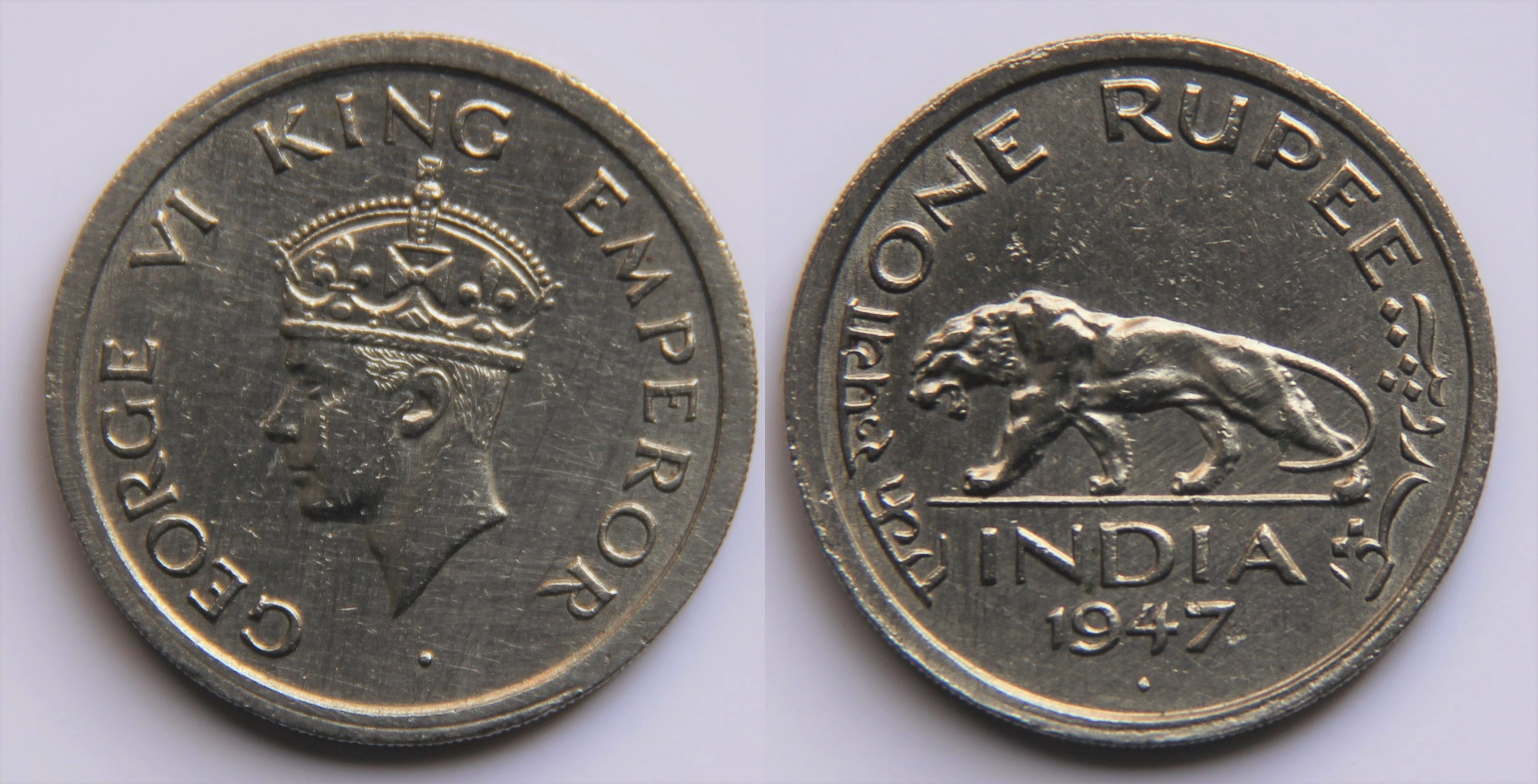
VI. György 1947-es indiai 1 rúpiásának elő- és hátoldala. A portré a brit gyarmatokon szokásos koronát viselő ábrázolás.
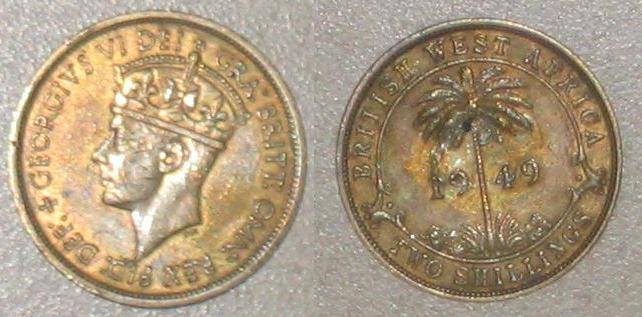
VI. György Brit Nyugat-Afrika számára vert 2 shillinges (1/10 font sterling) érméje.

### Papírpénzek
VI. György brit bankjegyeken nem szerepelt, viszont az ő portréja volt az ausztrál font (10 shilling, £1, £5, £10, £50, £100), a bahamai font (4 shilling, 10 shilling, £1, £5), a bermudai font (5 shilling, 10 shilling, £1, £5), a dél-rodéziai font (5 shilling, 10 shilling, £1, £5), a ciprusi font (3 piaszter, 1, 2, 5, 10 shilling, £1, £5), a Falkland-szigeteki font, a Fidzsi-szigeteki font (5 shilling, 10 shilling, £1, £5, £10, £20) a jamaikai font (5 shilling, 10 shilling, £1, £5), a máltai font (1, 2, 2/6, 5, 10 shilling, 1 font) a brit kelet-afrikai shilling (1, 5, 10, 20, 100, 1000, 10 000 shillinges), a brit indiai rúpia (1, 2, 5, 10, 100, 1000, 10 000 rúpiás), a burmai rúpia (1, 5, 10, 100, 1000, 10 000 rúpiás), ceyloni rúpia (10, 25, 50 centes, 1, 2, 5, 10, 50, 100, 1000, 10 000 rúpiás), a mauritiusi rúpia (25 cent, 50 cent, 1, 5, 10 rúpiás), a seychelle-szigeteki rúpia (50 cent, 1, 5, 10, 50 rúpiás), a brit karibi területek dollár ($1, $2, $5, $10, $20, $100), a barbadosi dollár ($1, $2, $5, $10, $20, $100) a brit guyanai dollár ($1, $2, $5, $10, $20, $100), a brit hondurasi dollár ($1, $2, $5, $10), a malájföldi dollár (1, 5, 10, 20, 25, 50 cent, $1, $5, $10, $50, $100, $1000, $10 000) valamennyi címletén. Valamint a kanadai 1, 2, 5, 10, 20 és 50 dollároson, a hongkongi 1, 5, 10 centes szükségpénzen és a forgalmi 1 dolláros három színváltozatán.

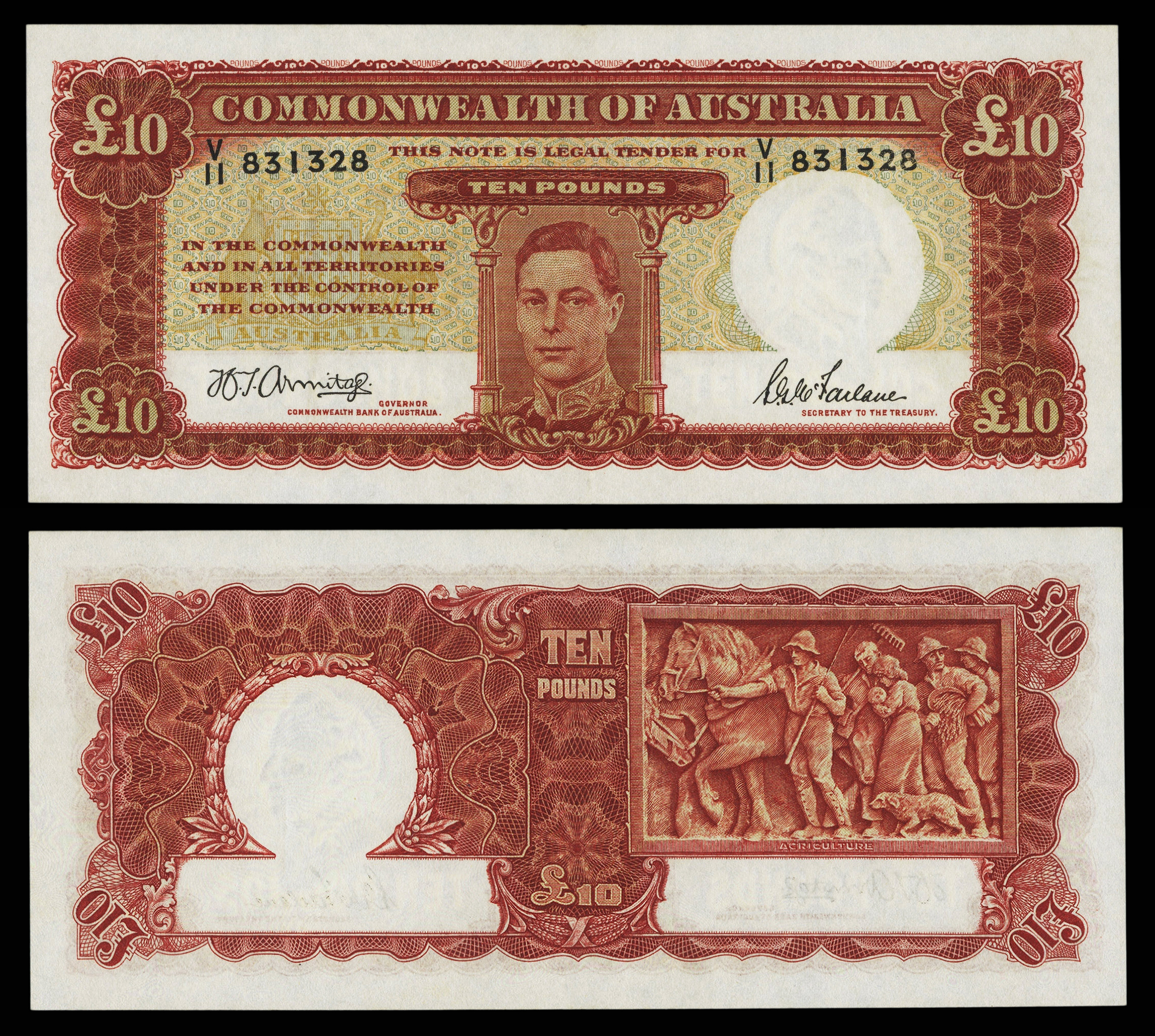
A Commonwealth Bank of Australia 10 fontos bankjegye VI. György portréjával.
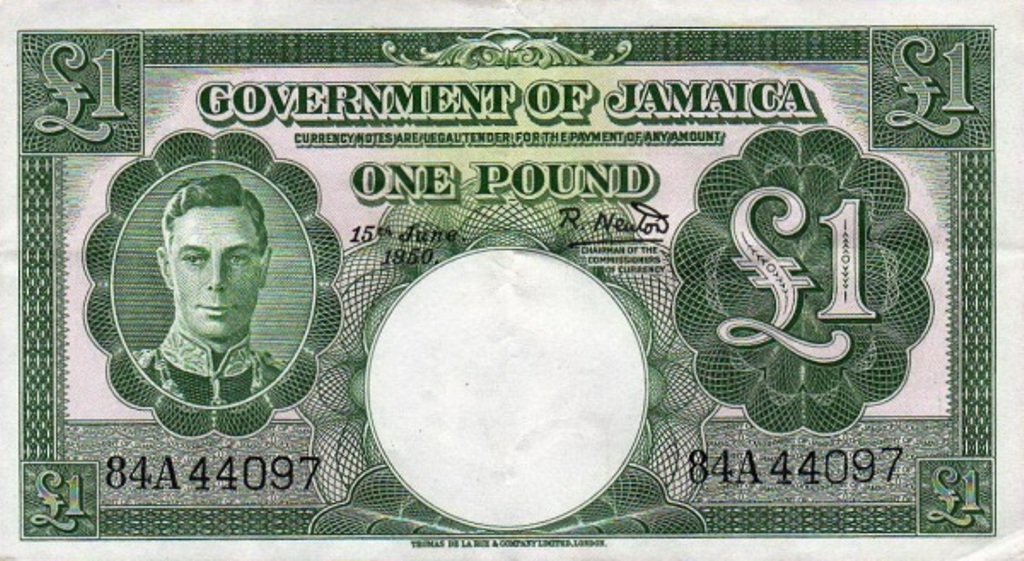
A Government of Jamaica 1 fontos címletének előoldala VI. György király portréjával.
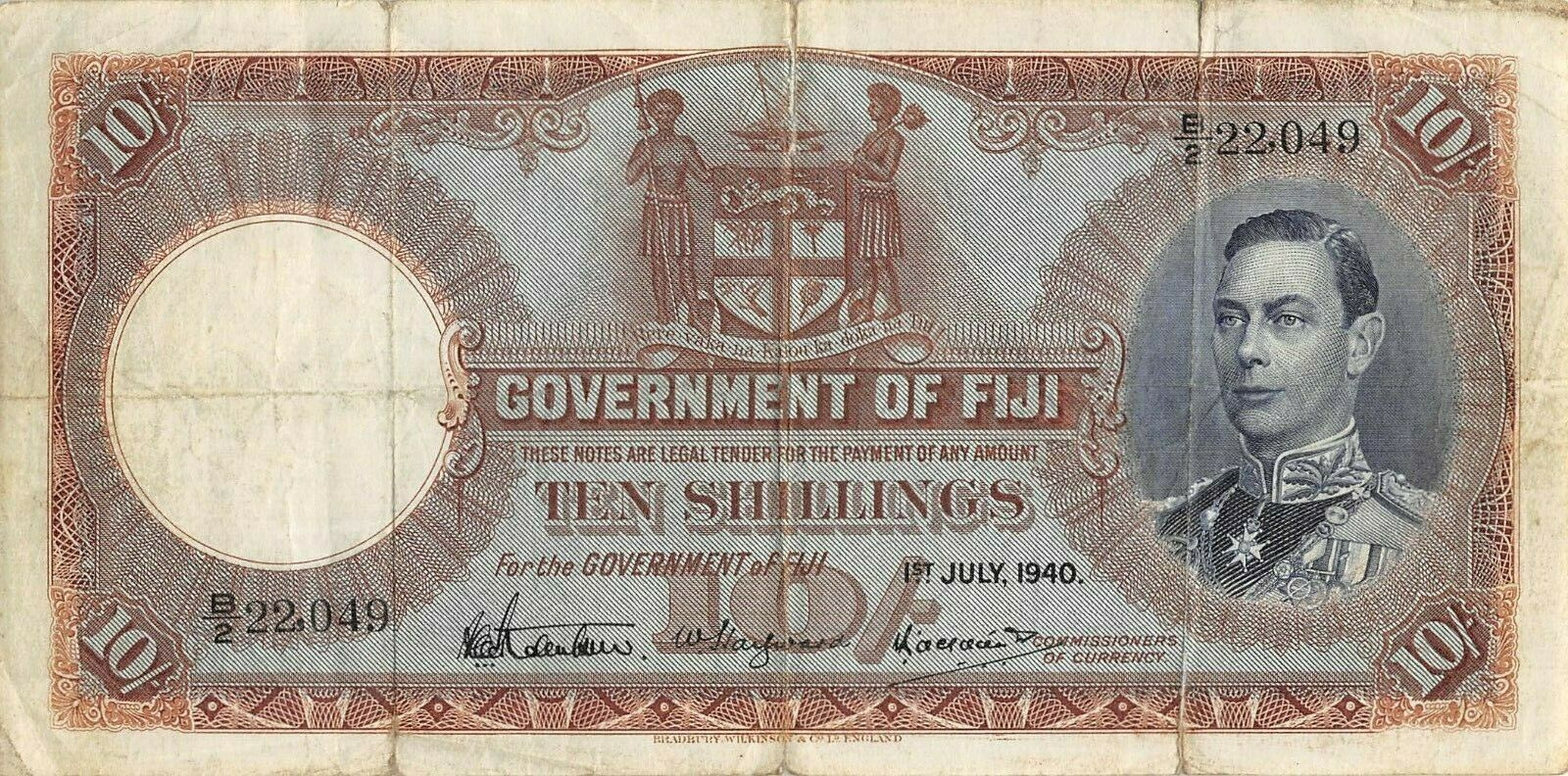
A Government of Fiji 10 shillinges (1/2 font) címlete 1940-ből VI. György portréjával.
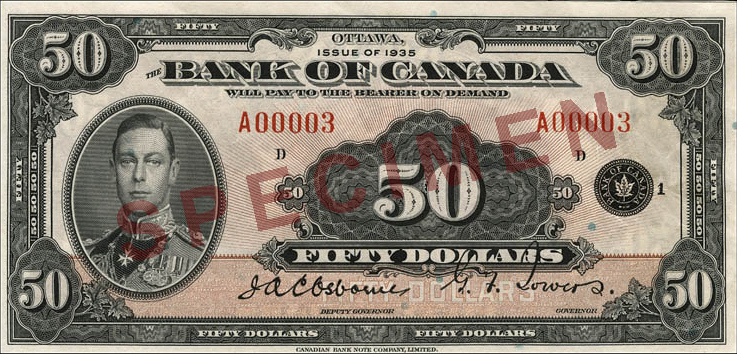
A Bank of Canada 1935-ös szériájú 50 dollárosa VI. György portréjával.
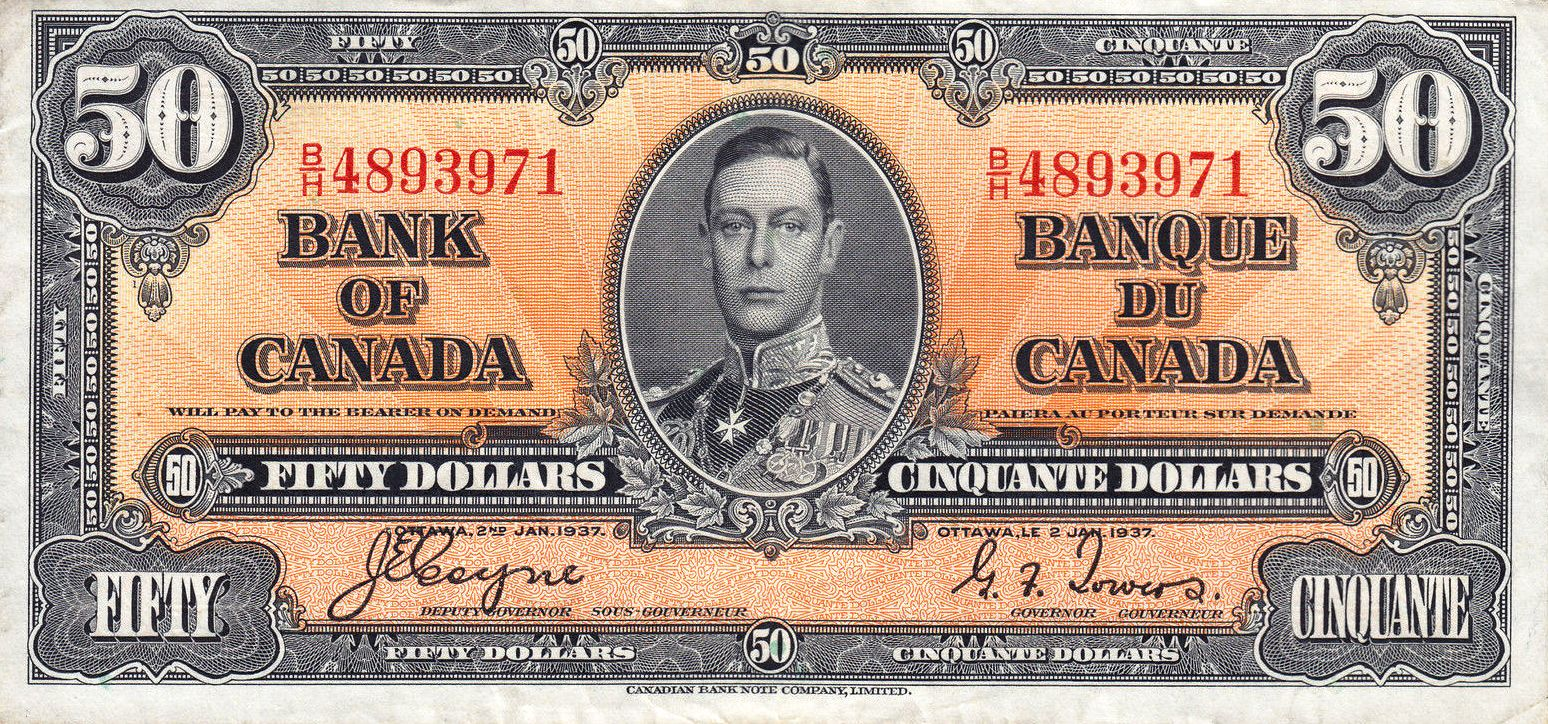
A Bank of Canada 1937-es szériájú 50 dolláros bankjegye VI. György portréjával.
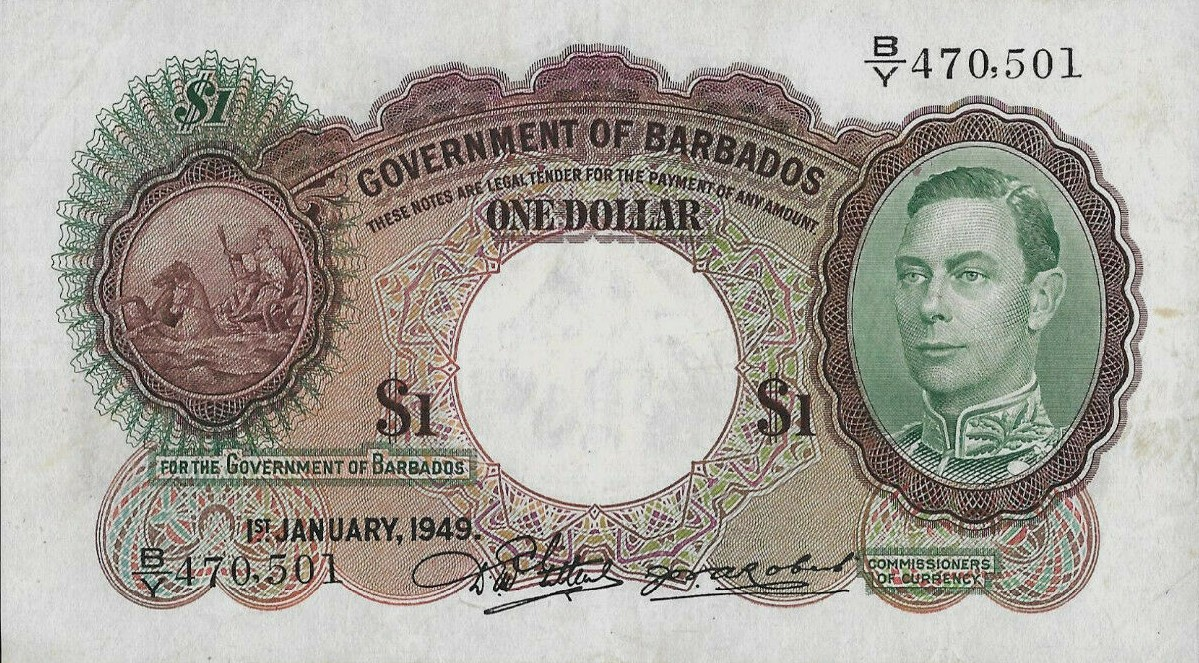
A Government of Barbados 1949-es 1 dolláros címlete VI. György portréjával.
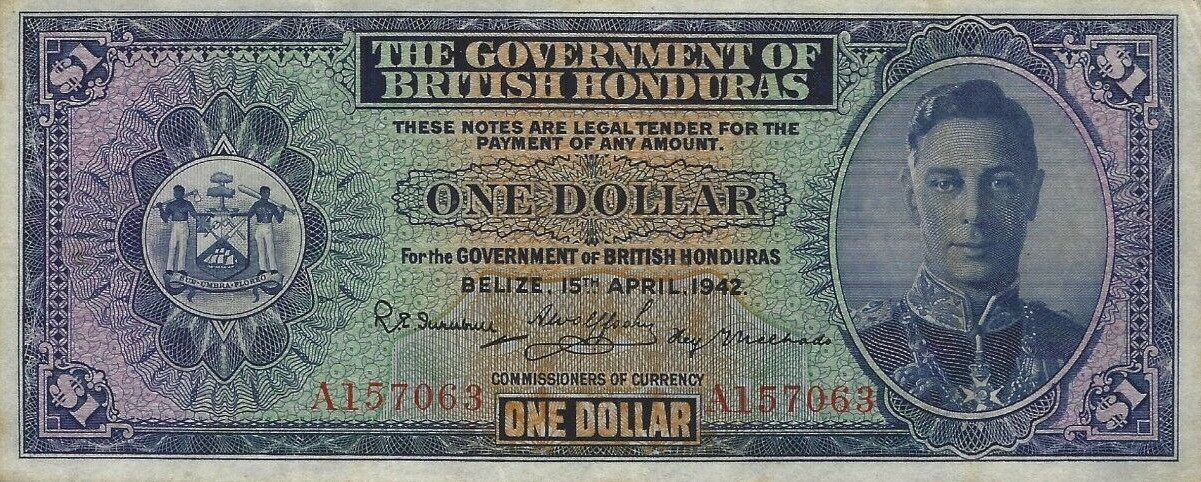
A Government of British Honduras 1942-es 1 dolláros címlete VI. György portréjával.
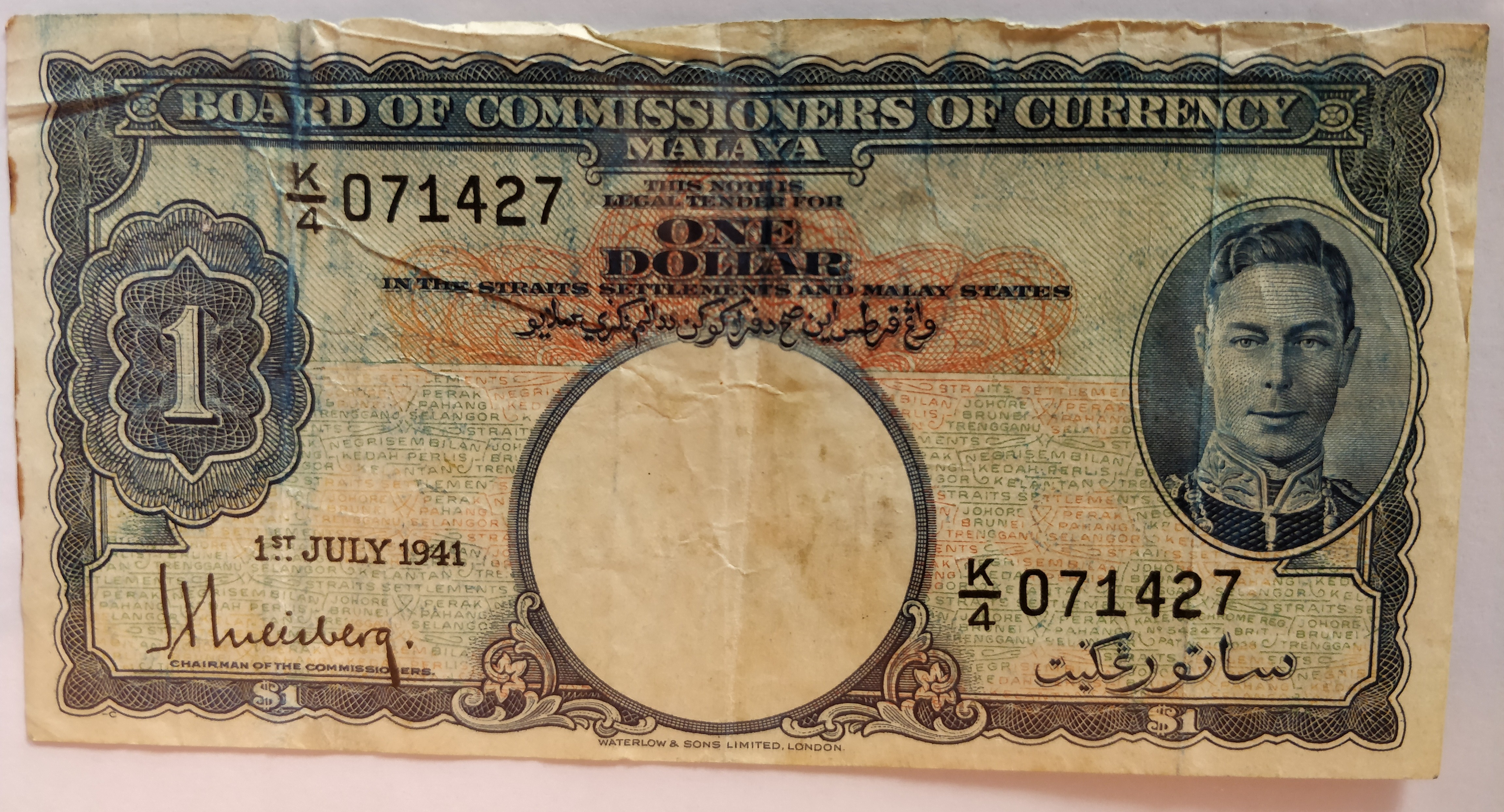
A Board of Commissioners of Currency Malaya által  kibocsátott brit malájföldi 1 dolláros VI. György portréjával.
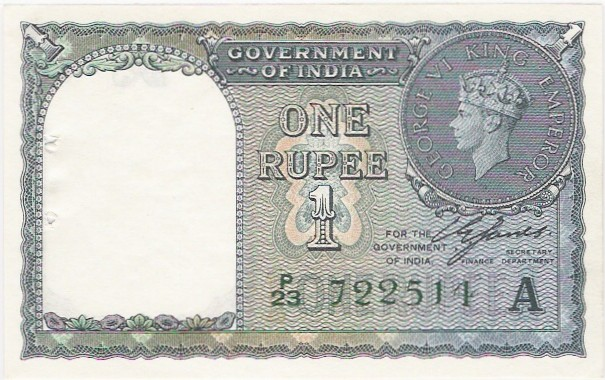
A Government of India 1940-es szériájú 1 rúpiás államjegye, a háborúra való tekintettel, az 1 rúpiás ezüstérmék kiváltására bocsátották ki. A jobb sarokban egy VI. György ezüstrúpia ábrázolása látható.
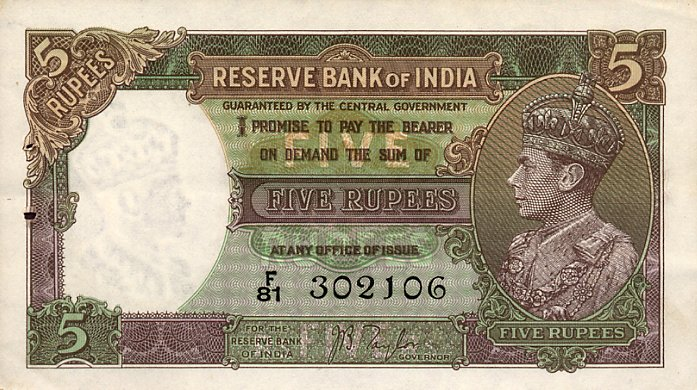
A Reserve Bank of India 1938-as szériájú brit indiai 5 rúpiás bankjegye.
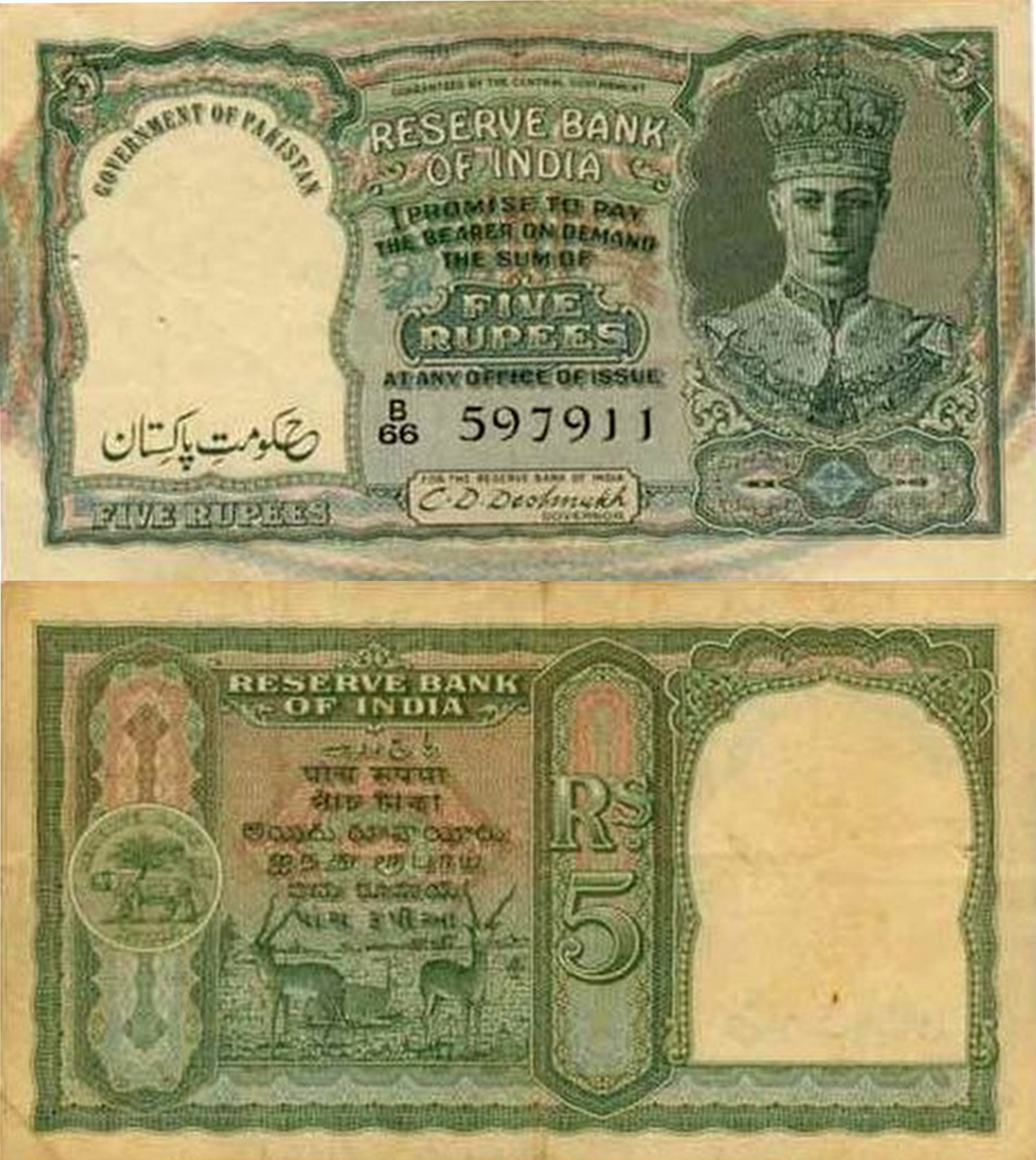
Az első pakisztáni 5 rúpiás bankjegy 1948-ból VI. György portréjával. Pakisztán első papírpénzei eredetileg brit indiai, de Government of Pakistan felülnyomású 1, 2, 5, 10 és 100 rúpiások voltak

## HMS King George VIballisztikus rakéta-hordozó nukleáris meghajtású tengeralattjáró
A brit Királyi Haditengerészet (Royal Navy) 2030-as években szolgálatba álló, 4 db Dreadnought-osztályú ballisztikus rakéta-hordozó, nukleáris meghajtású tengeralattjáróinak egyike az HMS King George VI nevet kapta, VI. György király tiszteletére. 

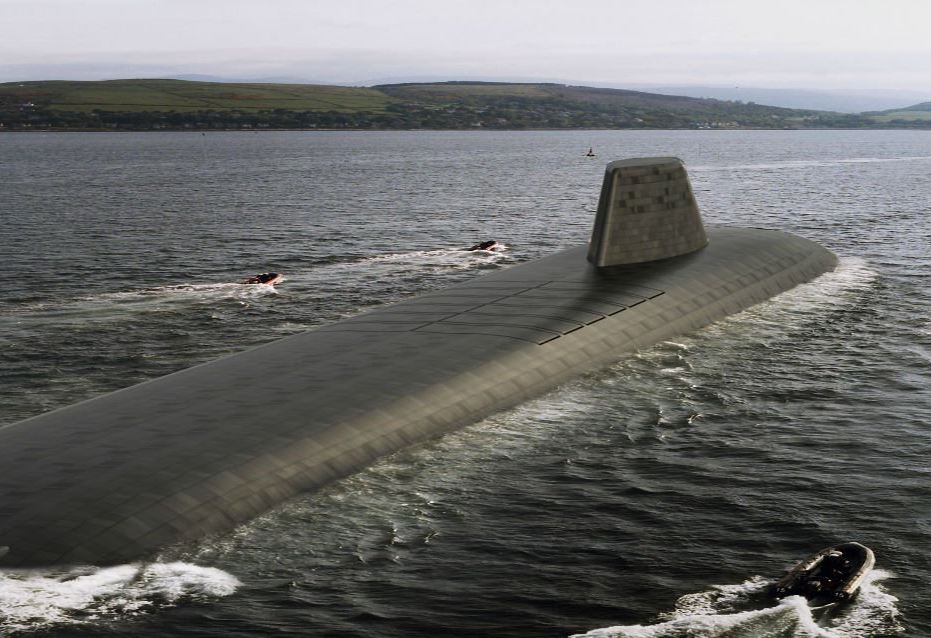
A tervezett HMS King George VI ballisztikus rakéta-hordozó tengeralattjáró rajza.

## Fordítás
- Ez a szócikk részben vagy egészben  a   George VI című angol Wikipédia-szócikk ezen változatának fordításán alapul.  Az eredeti cikk szerkesztőit annak laptörténete sorolja fel. Ez a jelzés csupán a megfogalmazás eredetét és a szerzői jogokat jelzi, nem szolgál a cikkben szereplő információk forrásmegjelöléseként.